# Pristurus carteri
Pristurus carteri är en ödleart som beskrevs av  Gray 1863. Pristurus carteri ingår i släktet Pristurus och familjen geckoödlor. IUCN kategoriserar arten globalt som livskraftig.

## Underarter
Arten delas in i följande underarter:
- P. c. tuberculatus
- P. c. carteri